# Abborrtjärnen (Orsa socken, Dalarna, 681179-144293)
Abborrtjärnen är en sjö i Orsa kommun i Dalarna och ingår i Dalälvens huvudavrinningsområde.